# Hell's Gate nationalpark
Hell's Gate nationalpark är en nationalpark i Kenya som inrättades 1984. Nationalparken ligger i Nakuru distrikt i Rift Valley, strax utanför Naivasha, nordväst om Nairobi. I parken finns en lång, spektakulär ravin, Hells Gate Gorge, flera varma källor, och ett rikt djurliv. Tre geotermiska kraftverk är placerade i parken.
Hell's Gate är en av få nationalparker i Kenya där besökare tillåts vandra och cykla fritt. Det, tillsammans med närheten till Nairobi (bara tio mil), har gjort den till ett populärt turistmål, trots att den är en av landets minsta nationalparker.
Parken är också känd för ett rikt fågelliv. Här finns bland annat den ovanliga lammgamen.